# Messier 110
Messier 110 (také M110 nebo NGC 205) je trpasličí eliptická galaxie
v souhvězdí Andromedy, nacházející se nedaleko od Messierem nejdříve objevené Galaxie v Andromedě (M31). Společně s M32 a několika dalšími útvary (podobnými Magellanovým oblakům) doprovází Galaxii v Andromedě coby její satelitní galaxie. Tento objekt Messier objevil v roce 1773, ale do svého katalogu ho z neznámých pohnutek nikdy nezařadil. Index M110 mu byl přiřazen později ve dvacátém století a zároveň se stal poslední položkou katalogu.

## Pozorování

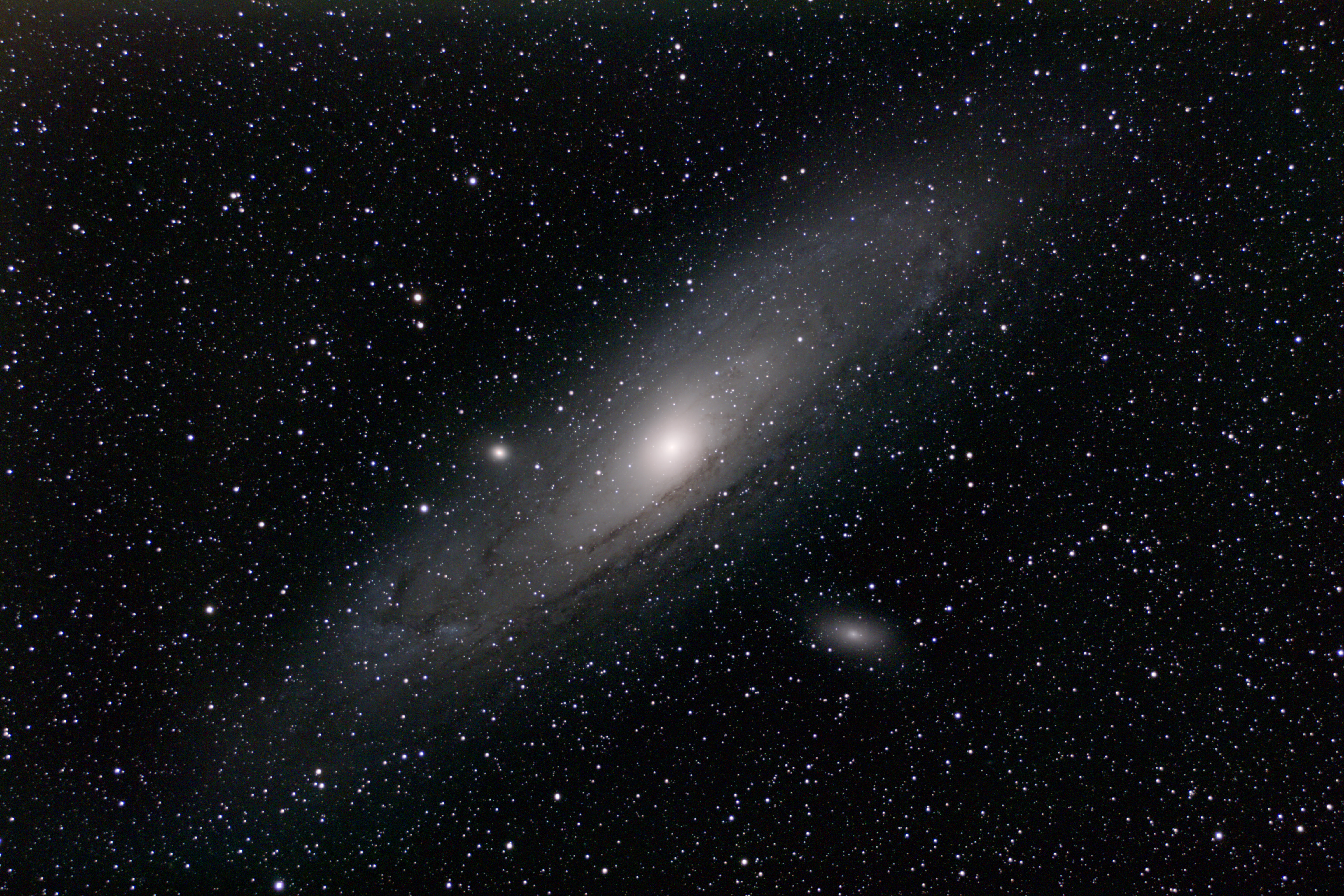
Galaxie v Andromedě a její satelitní galaxie Messier 32 (vlevo od jejího jádra) a Messier 110 (vpravo dole od jádra); sever je vpravo; Autor: Torben Hansen

M110 leží 35' severozápadně od jádra Galaxie v Andromedě a již v malých dalekohledech je viditelná jako silně eliptická mlhavá skvrna.
Má nižší plošnou jasnost než M32, a proto je v dalekohledu méně nápadná. Při použití menšího zvětšení se všechny tři galaxie vejdou do jednoho zorného pole dalekohledu.

## Historie pozorování
Přestože Charles Messier tuto galaxii nezařadil do svého seznamu, zakreslil ji spolu s M32 na kresbě M31. Poznámka na této kresbě naznačuje, že M110 Messier poprvé pozoroval 10. srpna 1773.
Caroline Herschel tuto galaxii nezávisle spoluobjevila 27. srpna 1783 a její bratr William Herschel její objev popsal v roce 1785.
Návrh na zařazení této galaxie do Messierova katalogu předložil Kenneth Glyn Jones v roce 1967.

## Vlastnosti
M110 leží přibližně ve stejné vzdálenosti jako Galaxie v Andromedě, tedy asi 2,9 milionu ly. Její úhlový rozměr 19,5' x 11,5' zhruba odpovídá skutečnému průměru 15 000 ly. Po M32 je to druhá nejjasnější satelitní galaxie obíhající kolem Galaxie v Andromedě.
M110 obsahuje prachová mračna a náznak nedávné tvorby hvězd, což je u trpasličích eliptických galaxií neobvyklé. Ve svém galaktickém halu má 8 kulových hvězdokup. Bylo v ní pozorováno několik nov, například jedna v roce 1999
a další 5. října 2002,
která má označení EQ J004015.8+414420 a v říjnu 2002 byla dokonce zachycena na snímcích přehlídky Sloan Digital Sky Survey.
Výzkum z roku 2005 nepotvrdil přítomnost obří černé díry uprostřed M110, a tím se výrazně odlišuje od M32.